# 诉讼费
訴訟費，簡稱訟費，是指為法庭訴訟聆訊所支出的費用，包括法院收費、法律費用、代墊付費用、雜項開支和酬金。
訴訟費須經法庭評定由何方去支付，通常獲判給訴訟費的一方稱為收取方，而須繳付訴訟費的一方則稱為支付方。